# Apiogaster frischi
Apiogaster frischi là một loài bọ cánh cứng trong họ Cerambycidae.